# Petr Šámal
Petr Šámal (* 27. března 1972, Mladá Boleslav) je český literární historik.

### Životopis
Nejprve v letech 1990–1996 vystudoval obor čeština-občanská výchova na Pedagogické fakultě Univerzity Karlovy, později mezi lety 1998–2006 absolvoval doktorské studium na Katedře české literatury a literární vědy na Filozofické fakultě UK. Krátce vyučoval na Gymnáziu Jaroslava Seiferta v Praze (1995–1999). Od roku 1999 působí v Ústavu pro českou literaturu AV ČR. V letech 2003 až 2020 zde jako šéfredaktor vedl časopis Česká literatura. V roce 2020 byl zvolen ředitelem ústavu.
Odborně se zaměřuje na poválečnou literární kulturu, její myšlení a na sociologii literatury.

### Ocenění
- 2016 – Cena Josefa Hlávky za knihu V obecném zájmu
- 2016 – Cena nakladatelství Academia (za stejnou knihu)
- 2018 – první místo v anketě Kniha roka slovenského deníku Pravda v kategorii Česká původní tvorba za knihu Literární kronika první republiky[5]